# Cheiracanthium zebrinum
Cheiracanthium zebrinum là một loài nhện trong họ Miturgidae.
Loài này thuộc chi Cheiracanthium. Cheiracanthium zebrinum được miêu tả năm 1972 bởi Savelyeva.